# Lamberto Leoni
Lamberto Leoni, italijanski dirkač Formule 1, * 24. maj 1953, Argenta, Italija.
Lamberto Leoni je upokojeni italijanski dirkač Formule 1. Debitiral je v sezoni 1977, ko je nastopil le na domači Veliki nagradi Italije, kjer se mu ni uspelo kvalificirati na dirko. V naslednji sezoni 1978 je nastopil na prvih štirih dirkah, toda dvakrat se mu ni uspelo kvalificirati na dirko, enkrat zaradi okvare dirkalnika ni štartal, enkrat pa je odstopil. Kasneje ni več dirkal v Formuli 1.

## Popolni rezultati Formule 1
(legenda) (odebeljene dirke pomenijo najboljši štartni položaj, poševne pa najhitrejši krog, †-uvrščen kljub odstopu)
| Leto | Moštvo             | Šasija       | Motor       | 1       | 2       | 3       | 4        | 5   | 6   | 7   | 8   | 9   | 10 | 11  | 12  | 13  | 14      | 15  | 16  | 17  | Prv | Toč |
| ---- | ------------------ | ------------ | ----------- | ------- | ------- | ------- | -------- | --- | --- | --- | --- | --- | -- | --- | --- | --- | ------- | --- | --- | --- | --- | --- |
| 1977 | Team Surtees       | Surtees TS19 | Cosworth V8 | ARG     | BRA     | JAR     | ZZDA     | ŠPA | MON | BEL | ŠVE | FRA | VB | NEM | AVT | NIZ | ITA DNQ | ZDA | KAN | JAP | -   | 0   |
| 1978 | Team Tissot Ensign | Ensign N177  | Cosworth V8 | ARG Ret | BRA DNS | JAR DNQ | ZZDA DNQ | MON | BEL | ŠPA | ŠVE | FRA | VB | NEM | AVT | NIZ | ITA     | ZDA | KAN |     | -   | 0   |